# Birkhof (Külsheim)
Die Birkhof ist ein Wohnplatz auf der Gemarkung des Külsheimer Stadtteils Hundheim im Main-Tauber-Kreis im fränkisch geprägten Nordosten Baden-Württembergs.

## Geographie

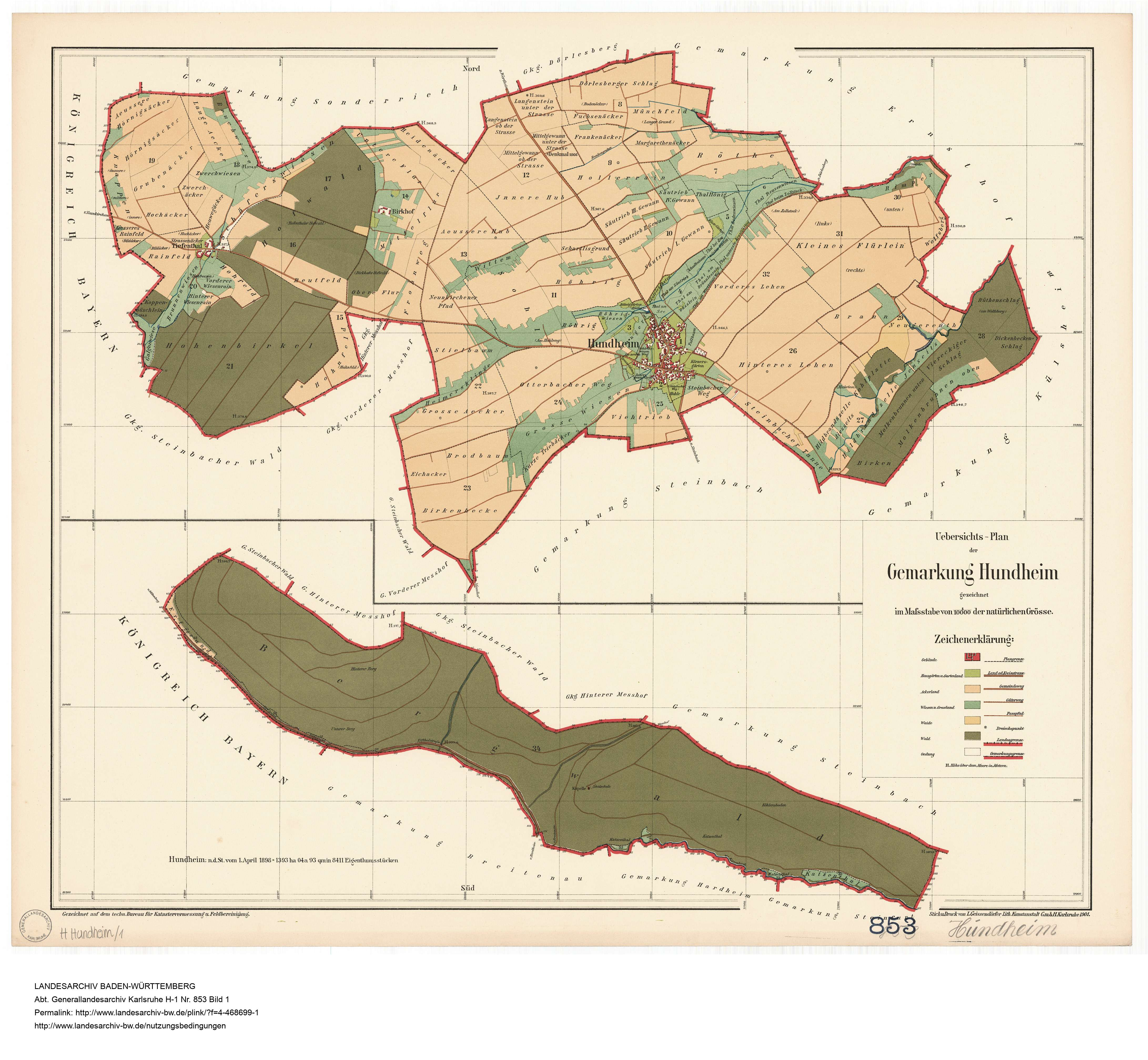
Der Birkhof auf einer Gemarkungskarte von Hundheim im Jahre 1898

Birkhof liegt etwa zwei Kilometer nordwestlich von Hundheim.

## Geschichte
Die Geschichte von Birkhof ist ähnlich mit der von Hundheim, zu dessen Gemarkung der Wohnplatz gehört. Am 1. Juli 1971 wurde Hundheim wiederum in die Stadt Külsheim eingemeindet.

## Kleindenkmale

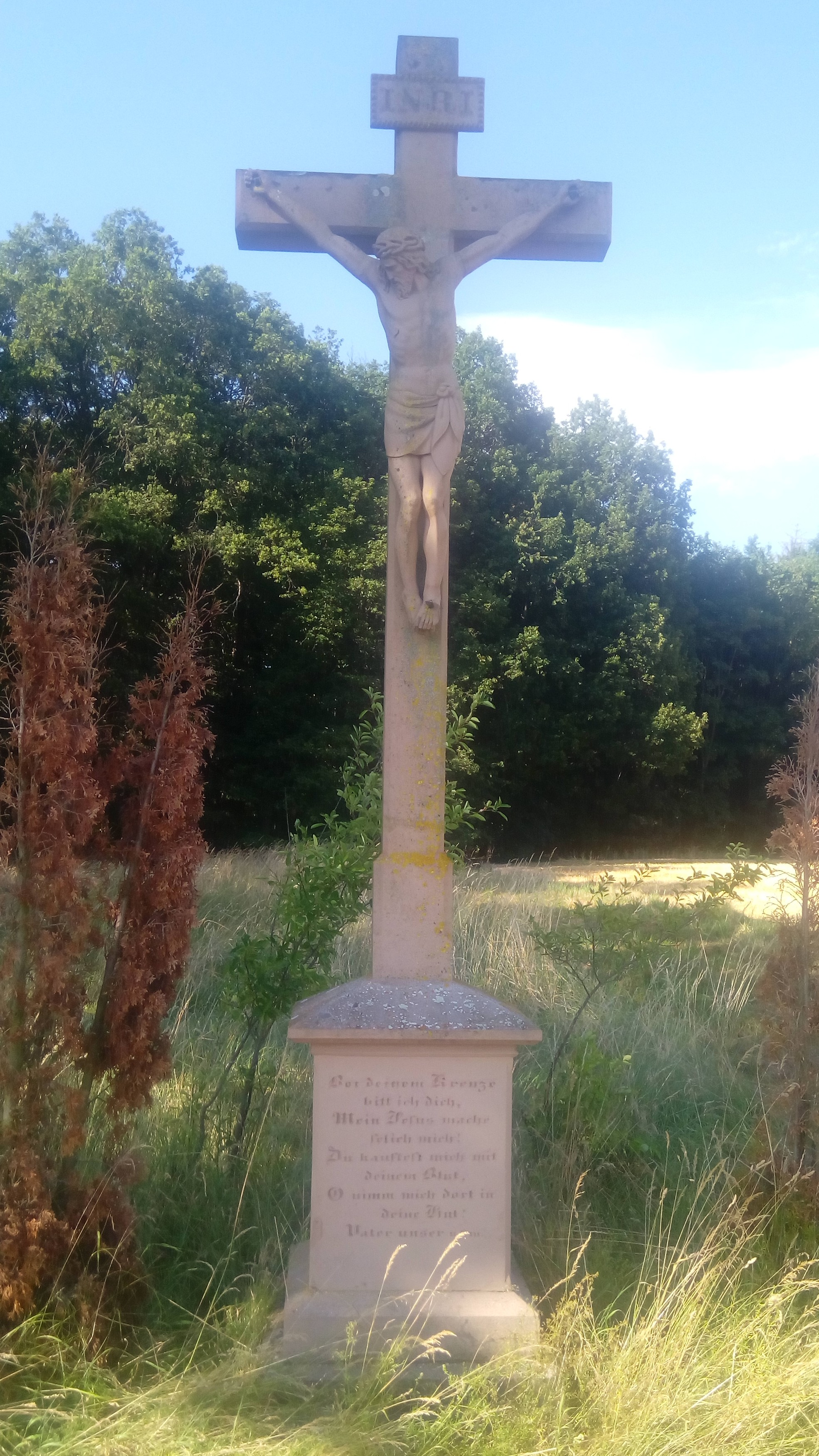
Wegkreuz an der Abzweigung zum Wohnplatz

An der Straße von Hundheim nach Tiefental (K 2829) oben an der Steige, kurz vor der Abzweigung zum Wohnplatz Birkhof, befindet sich folgendes Kleindenkmal:
- Kleindenkmal Nr. 15 (Hundheim): Wegkreuz.

## Verkehr
Der Ort ist über einen von der K 2829 abzweigenden Wirtschaftsweg zu erreichen. Am Wohnplatz befindet sich die gleichnamige Straße Birkhof. 